# Friedrich-Ebert-Halle
 (septembre 2024).
Si vous disposez d'ouvrages ou d'articles de référence ou si vous connaissez des sites web de qualité traitant du thème abordé ici, merci de compléter l'article en donnant les références utiles à sa vérifiabilité et en les liant à la section « Notes et références ».
La Friedrich-Ebert-Halle est un hall omnisports situé à Ludwigshafen, en Rhénanie-Palatinat, où évolue le club de handball du TSG Ludwigshafen Friesenheim, club de Bundesliga.